# Flodkultur
En flodkultur är en tidig civilisation som i hög grad uppstått på grund av tillgången till ett större flodsystem. Numera används begreppet flodkultur främst pedagogiskt i läroböcker och historiska översiktsverk. De fyra civilisationer som man brukar kategorisera som typiska flodkulturer är: Egypten vid Nilen, Induskulturen vid Indus i nuvarande Pakistan, Mesopotamien vid Eufrat och Tigris samt Kina vid Huang He (Gula floden). 
Floder är inte en förutsättning för att högkulturer eller jordbruk ska uppstå. I Mesoamerika fanns högkulturer, som olmeker och maya, vilka utvecklades på ett annat sätt. Jordbruket uppstod främst på bergssluttningar med mycket nederbörd och gott om vildväxande sädesslag och utvecklades sedan vidare till jordbruk med bevattning på slätter.

## Viktiga flodkulturer
- Egypten
- Mesopotamien
- Induskulturen
- Kina